# Котов, Владимир Сергеевич
Владимир Сергеевич Котов (09.04.1911 — 12.09.1965) — участник Великой Отечественной войны, Герой Социалистического Труда, бригадир слесарей Канонерского судоремонтного завода Балтийского государственного морского пароходства Министерства морского флота СССР в Ленинграде.

## Биография
В. С. Котов родился 9 апреля 1911 года в семье рабочего в Ленинграде.
В 1927 году он окончил 7 классов школы № 77, а в 1930 году — школу фабрично-заводского ученичества при Канонерском судоремонтном заводе Балтийского государственного морского пароходства. В 1930—1932 годах он работал слесарем на этом заводе.
В 1932—1934 годах Котов служил в Красной армии. После увольнения из армии Владимир Сергеевич снова стал работать на заводе. В 1934 году его назначили бригадиром слесарей. Во время Великой Отечественной войны в тяжёлых условиях Блокады Ленинграда Котов работал на заводе. Он внёс вклад в проведение ремонтных работ на кораблях и судах Балтийского флота и пароходства.
С 1942 года Владимир Сергеевич служил в Красной Армии. Он участвовал в Великой Отечественной войне, воевал на Ленинградском фронте. В 1944—1945 годах Котов был сапёром 581-го отдельного сапёрного батальона 291-й стрелковой дивизии 3-го Прибалтийского — 1-го Украинского фронтов, а также был ефрейтором. В. С. Котов был награждён орденом Красной Звезды и медалью «За боевые заслуги».
После демобилизации из Красной армии в 1945 году он вернулся на Канонерский судоремонтный завод, где его назначили бригадиром слесарей-сборщиков. Бригада, которую он возглавлял, являлась одной из передовых. Она разработала и внедрила план повышения производительности труда, и благодаря этому ей удалось выполнить пятилетнее задание на год раньше.
Указом Президиума Верховного Совета СССР от 3 августа 1960 года за успехи в деле развития морского транспорта Котову Владимиру Сергеевичу было присвоено звание Героя Социалистического Труда, а также вручены орден Ленина и золотая медаль «Серп и Молот».
Позднее он оставил должность бригадира и стал работать слесарем.
Котов передавал свой опыт молодёжи: многие из его бывших учеников стали мастерами, техниками, инженерами. В 1965 году он ушёл на пенсию.
Владимир Сергеевич был делегатом XIII съезда профсоюзов СССР (1963).
Именем В. П. Котова были названы заводской дизель-электроход-паром «Владимир Котов», а также судно для перевозки крупногабаритных грузов «Стахановец Котов».

## Память
Владимир Сергеевич Котов умер 12 сентября 1965 года и был похоронен на Красненьком кладбище в Санкт-Петербурге.

## Награды
- Орден Ленина (03.08.1960)
- Орден Красной Звезды (18.05.1945)
- Медаль «За боевые заслуги» (30.07.1944)